# Casa Marimon
La Casa Marimon és un edifici del municipi d'Esparreguera (Baix Llobregat) inclòs en l'Inventari del Patrimoni Arquitectònic de Catalunya.

## Descripció
Habitatge de planta baixa i dos pisos rematat per una franja amb elements sortints a manera de sanefa. Està feta de maó després arrebossat. La porta d'entrada està desplaçada al lateral, és un arc escarser de pedra adovellat. Hi ha tres obertures més en aquest nivell i són allargades amb una reixa de ferro forjat. Al primer pis hi ha un balcó corregut de dues obertures i una finestra amb un petit ampit de pedra suportat per dues mènsules. Al segon pis els balcons són de menors dimensions i no sobresurten de la façana. La coberta és a dues aigües. L'interior de l'edifici és també destacable degut als seus mobles i la decoració.
En aquesta casa ja hi vivia la família Marimon durant la primera meitat del segle xix.